# Zygmunt Tylicki
Zygmunt Ignacy Tylicki (ur. 1 lutego 1934 w Kłodni, zm. 24 grudnia 2018 w Czersku) – polski działacz partyjny i państwowy, w latach 1981–1989 wicewojewoda bydgoski.

## Życiorys
Syn Franciszka i Franciszki. Od 1953 do 1954 należał do Związku Młodzieży Polskiej, w marcu 1964 został członkiem Polskiej Zjednoczonej Partii Robotniczej. W 1975 był członkiem egzekutywy partyjnego Komitetu Gminnego w Brusach, a od 1981 do 1986 – plenum KW PZPR w Bydgoszczy. W 1984 uczestniczył w 7-tygodniowym kursie w Akademii Nauk Społecznych przy KC KZPR w Moskwie. Przez wiele lat pracował w Urzędzie Wojewódzkim w Bydgoszczy. Od 15 maja 1981 do 31 grudnia 1989  zajmował stanowisko wicewojewody bydgoskiego.
Miał trzy córki. 27 grudnia 2018 pochowany na cmentarzu parafialnym w Czersku.